# یواس‌ال‌اچ‌تی ازلیا
یواس‌ال‌ایچ‌تی ازلیا (به انگلیسی: USLHT Azalea) یک کشتی بود که طول آن ۱۵۴ فوت (۴۷ متر) بود.